# Betung I
Betung I is een bestuurslaag in het regentschap Ogan Ilir van de provincie Zuid-Sumatra, Indonesië. Betung I telt 1345 inwoners (volkstelling 2010).